# Rhegin
Il Rhegin è l'ipotetico nome di un ipotetico regno della Britannia sud-occidentale del V. 
La capitale del Rhegin era forse Noviomago, l'odierna Chichester, nel Sussex occidentale.
I suoi abitanti furono forse gli ultimi difensori nativi del Litus Saxonicum. 
Compare nelle fonti per l'anno 491, quando cioè il capo dei Sassoni del sud e forse primo Bretwalda, Ælle e il figlio Cissa, assediò la fortezza britannica di Anderita (oggi Pevensey), massacrando l'intera guarnigione. Fu un duro colpo per i Britanni e non si sa per quanto tempo il regno abbia mantenuto la sua indipendenza dopo questa disfatta. Probabilmente la perse proprio in questo stesso anno. È probabile che sia sopravvissuto per un certo periodo come regno cliente e che abbia riconquistato una qualche forma di indipendenza dopo il 496 circa, cioè dopo la vittoria dei Britanni nella battaglia del Monte Badon. Un nuovo rovescio si ebbe però quando nel 501 i Sassoni uccisero un britanno di alto rango a  Portesmutha. Quest'area potrebbe essere stata tutto ciò che restava del Rhegin.